# Strooiselmuistimalia
De strooiselmuistimalia (Pellorneum poliogene) is een zangvogel uit de familie Timaliidae (timalia's). 

## Taxonomie
De vogel werd in 1849 door de Engelse natuuronderzoeker  Hugh Edwin Strickland als aparte soort geldig beschreven, maar is daarna lang opgevat als ondersoort van de kortstaartmuistimalia (P. malaccense). Sinds 2024 staat dit taxon als soort op de IOC World Bird List.

## Kenmerken
De vogel is 13,5 tot 15,5 cm lang. De vogel heeft een kort staartje en dunne snavel. Rond het oor is de vogel grijs, met een roodbruin petje op de kop en een witte keel. Verder grijsbruin van boven en licht okerkleurig van onder.

## Verspreiding en leefgebied
Deze soort komt voor in het oosten van Borneo (Sabah, Brunei en Oost-Kalimantan).
Het leefgebied bestaat uit regenwoud en moerasbos tot op 1000 m boven zeeniveau. De vogel wordt ook gezien in secundair bos, verlaten plantages en struikgewas langs stromend water.

## Status
De grootte van de populatie is niet gekwantificeerd, maar aangenomen wordt dat de populatie-aantallen afnemen door ontbossing, waarbij natuurlijk bos wordt omgezet in gebied voor agrarisch gebruik en menselijke bewoning. 